# Jean-Paul Vandel
Jean-Paul Vandel (* 31. Oktober 1951) ist ein ehemaliger französischer Skilangläufer.
Vandel trat international erstmals bei den Olympischen Winterspielen 1972 in Sapporo in Erscheinung. Dort kam er auf den 39. Platz über 15 km, auf den 25. Rang über 30 km und zusammen mit Roland Jeannerod, Gilbert Faure und Jean Jobez auf den 11. Platz in der Staffel. Bei den Nordischen Skiweltmeisterschaften 1974 in Falun lief er auf den 47. Platz über 30 km sowie auf den 19. Rang über 50 km und bei den Olympischen Winterspielen 1976 in Innsbruck auf den 37. Platz über 30 km, auf den 29. Rang über 50 km und zusammen mit Daniel Drezet, Yves Blondeau und Jean-Paul Pierrat auf den 11. Platz in der Staffel. Letztmals international startete er bei den Nordischen Skiweltmeisterschaften 1978 in Lahti. Dort nahm er am 30-km-Lauf teil, welchen er aber vorzeitig beendete.